# MARCH9
MARCH9 (англ. Membrane associated ring-CH-type finger 9) – білок, який кодується однойменним геном, розташованим у людей на 12-й хромосомі. Довжина поліпептидного ланцюга білка становить 346 амінокислот, а молекулярна маса — 37 772.
| 10         |  | 20         |  | 30         |  | 40         |  | 50         |
| ---------- |  | ---------- |  | ---------- |  | ---------- |  | ---------- |
| MLKSRLRMFL |  | NELKLLVLTG |  | GGRPRAEPQP |  | RGGRGGGCGW |  | APFAGCSTRD |
| GDGDEEEYYG |  | SEPRARGLAG |  | DKEPRAGPLP |  | PPAPPLPPPG |  | ALDALSLSSS |
| LDSGLRTPQC |  | RICFQGPEQG |  | ELLSPCRCDG |  | SVRCTHQPCL |  | IRWISERGSW |
| SCELCYFKYQ |  | VLAISTKNPL |  | QWQAISLTVI |  | EKVQIAAIVL |  | GSLFLVASIS |
| WLIWSSLSPS |  | AKWQRQDLLF |  | QICYGMYGFM |  | DVVCIGLIIH |  | EGSSVYRIFK |
| RWQAVNQQWK |  | VLNYDKTKDI |  | GGDAGGGTAG |  | KSGPRNSRTG |  | PTSGATSRPP |
| AAQRMRTLLP |  | QRCGYTILHL |  | LGQLRPPDAR |  | SSSHSGREVV |  | MRVTTV     |

A: Аланін

C: Цистеїн

D: Аспарагінова кислота

E: Глутамінова кислота

F: Фенілаланін

G: Гліцин

H: Гістидин

I: Ізолейцин

K: Лізин

L: Лейцин

M: Метіонін

N: Аспарагін

P: Пролін

Q: Глутамін

R: Аргінін

S: Серин

T: Треонін

V: Валін

W: Триптофан

Кодований геном білок за функцією належить до трансфераз. 
Задіяний у таких біологічних процесах, як убіквітинування білків, альтернативний сплайсинг. 
Білок має сайт для зв'язування з іонами металів, іоном цинку. 
Локалізований у мембрані, лізосомі, апараті гольджі.